# Павловское городское поселение (Пермский край)
Павловское городско́е поселе́ние — муниципальное образование в Очёрском районе Пермского края Российской Федерации.
Административный центр — рабочий посёлок Павловский.

## История
Статус и границы городского поселения установлены Законом Пермской области от 10 ноября 2004 года № 1729-352 «Об утверждении границ и о наделении статусом муниципальных образований Очерского района Пермской области»

## Население
| 2010  | 2012  | 2013  | 2014  | 2015  | 2016  | 2017  |
| ----- | ----- | ----- | ----- | ----- | ----- | ----- |
| 4537  | ↗4608 | ↗4637 | ↗4651 | ↗4684 | ↘4681 | ↘4653 |
| 2018  | 2019  |       |       |       |       |       |
| ↗4663 | ↘4634 |       |       |       |       |       |

## Состав городского поселения
| №  | Населённый пункт    | Тип населённого пункта                  | Население |
| -- | ------------------- | --------------------------------------- | --------- |
| 1  | Боронники           | деревня                                 | 1         |
| 2  | Бурдино             | деревня                                 | 153       |
| 3  | Верещагино          | деревня                                 | 232       |
| 4  | Верхняя Талица      | деревня                                 | 64        |
| 5  | Верх-Речки          | деревня                                 | 18        |
| 6  | Грязново            | деревня                                 | 24        |
| 7  | Казанский Ключ      | деревня                                 | 10        |
| 8  | Малахово            | деревня                                 | 22        |
| 9  | Нижняя Талица       | деревня                                 | 455       |
| 10 | Павловский          | рабочий посёлок, административный центр | ↘3142     |
| 11 | Пестерево           | деревня                                 | 26        |
| 12 | Подсобное Хозяйство | посёлок                                 | 183       |
| 13 | Пономари            | деревня                                 | 12        |
| 14 | Ромаши              | деревня                                 | 22        |
| 15 | Россохи             | деревня                                 | 119       |
| 16 | Седово              | деревня                                 | 2         |
| 17 | Соромотино          | деревня                                 | 3         |